# Gyge
Gyge es un género de crustáceo isópodo marino de la familia Bopyridae.

## Especies
- Gyge angularis
- Gyge branchialis
- Gyge irregularis
- Gyge ovalis